# رود تومان
رود تومان (اویغوری: تۇمەن دەرياسى) یک رودخانه در استان سین‌کیانگ کشور چین است.